# Sainte-Florine
Sainte-Florine település Franciaországban, Haute-Loire megyében. Lakosainak száma 3257 fő (2022. január 1.). Sainte-Florine Brassac-les-Mines, Frugerès-les-Mines, Lempdes-sur-Allagnon, Vergongheon, Vézézoux, Charbonnier-les-Mines és Moriat községekkel határos.

## Népesség
A település népessége az elmúlt években az alábbi módon változott:
| Lakosok száma | 3625 | 3335 | 3021 | 3105 | 3047 | 3066 | 3154 | 3200 | 3226 | 3257 |
|               | 1968 | 1982 | 1990 | 2006 | 2013 | 2015 | 2017 | 2019 | 2020 | 2022 |